# 什蒂勒
什蒂勒（法語：Still，发音：[ʃtil]）是法国下莱茵省的一个市镇，属于莫尔赛姆区和米齐格县（Mutzig）。该市镇总面积23.2平方公里，2009年时的人口为1681人。

## 人口
什蒂勒人口变化图示